# Tsjechische Wikipedia

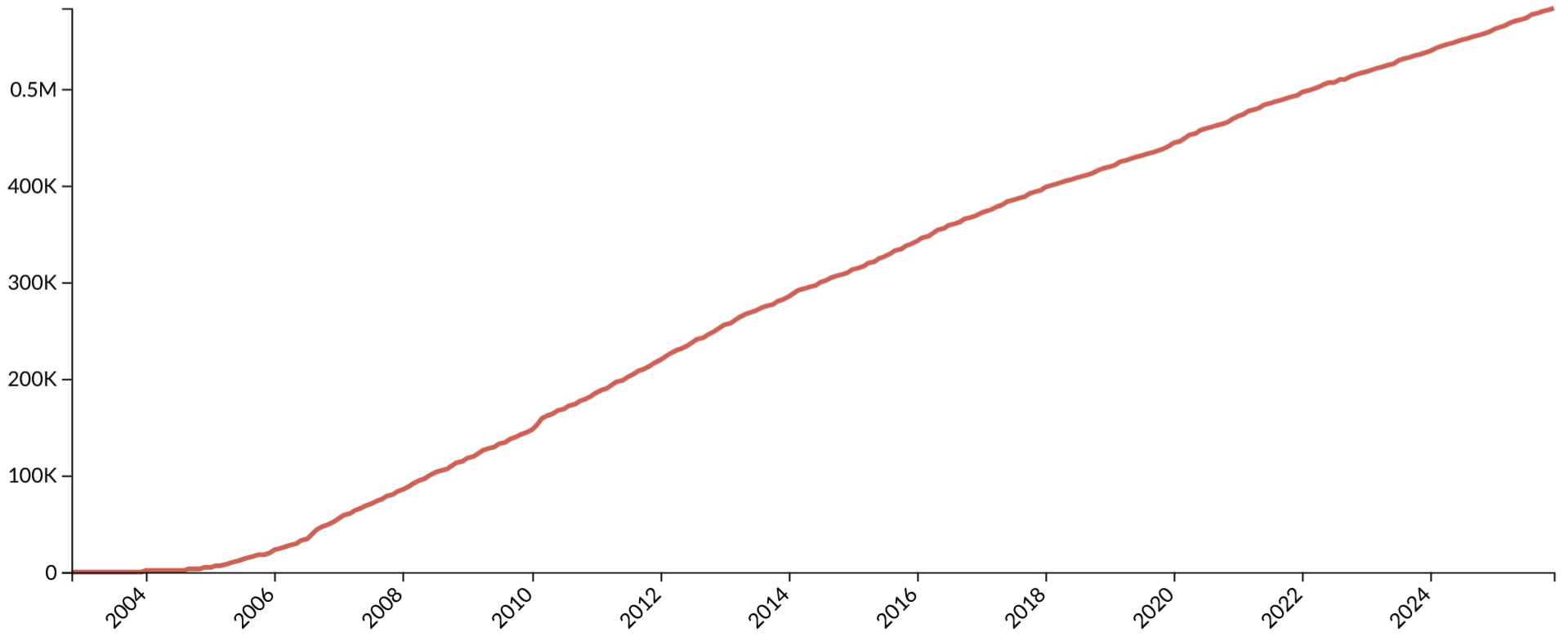
Evolutie van het aantal artikelen op de Tsjechische Wikipedia.

De Tsjechische Wikipedia (Tsjechisch: Wikipedie, otevřená encyklopedie) is een uitgave in de Tsjechische taal van de online encyclopedie Wikipedia.
De Tsjechische Wikipedia ging begin november 2002 van start, alhoewel de officiële Wikimedia-versie pas op 14 november van dat jaar van start ging. De drie pagina's die de wiki op dat moment had, gingen daarbij verloren.